# Justice Erima Harvey Northcroft Tokyo War Crimes Trial Collection
Die Justice Erima Harvey Northcroft Tokyo War Crimes Trial Collection ist eine Sammlung von Gerichtsdokumenten. Diese Sammlung von Dokumenten ist Teil der Macmillan Brown Library an der im neuseeländischen Christchurch liegenden University of Canterbury.
Die Sammlung besteht aus Dokumenten von Sir Erima Harvey Northcroft, dem neuseeländischen Richter am Internationalen Militärgerichtshof für den Fernen Osten nach dem Zweiten Weltkrieg. Diese Sammlung umfasst damit ein fast vollständiges Set der Unterlagen der Prozesse mit an die 110.000 Seiten. Northcroft hat die Sammlung bereits im Januar des Jahres 1949 der Bibliothek gespendet. Einzig das Urteil hatte er behalten, spendete es jedoch später. Damit ist diese Sammlung die einzige, die Dokumente von allen Teilen des Gerichtsprozesses hat.
Die Sammlung ist Teil der UNESCO Memory of the World Aotearoa New Zealand und seit 2010 auch gelistet in der Liste des Memory of the World Committee for Asia and the Pacific.